# Kéksügér
A kéksügér (Badis badis) egy kis testű, törékeny külsejű bölcsőszájú hal.

## Előfordulása
Banglades, Bhután, India, Nepál és Pakisztán állóvizeiben, gyenge sodrású folyóiban él.

## Megjelenése
Testhossza 6–8 centiméter, a hímek nagyobbak.

## Tartása
Minimum 60 literes akváriumban tartsuk, 60 literenként egy pár ideális. Szereti, ha medencéjét sűrűn beültetjük növényekkel és gyökerekkel, és mint minden sügérféle, igényli a búvóhelyek nyújtotta biztonságot. Aljzatnak megfelel a finom kavics vagy a homok. 22–24 fokos, 3-16 NK keménységű vízben érzi jól magát. A tiszta, rendszeresen cserélt vízben fejlődik a legjobban. Társas akváriumban is biztonsággal tartható guppik, plattik, neonhalak és egyéb kisebb lazacfélével. Békés természetű, még a hímek sem agresszívak egymással szemben. Napközben ritkán látható az akváriumban, általában a kövek és növények között mozog, lassan, megfontoltan úszik. Néhány példány csak etetéskor és lámpaoltás után, este jön elő. A faj a hímek élénk kékszínű testéről és úszóiról kapta a nevét. A nőstények barnás színűek, sötétebb függőleges csíkokkal a testükön. A hal hangulata befolyásolja a színét. Az ivarérett hímek teste kissé görbe, majdnem kifli alakú. Az idegen hímek egyszer megküzdenek egymással, de miután eldőlt a rangsor, a domináns egyed gyönyörű kékké változik, míg a legyőzöttnek sokszor csak az úszói kékek, a teste inkább a nőstényekére hasonlít. Egy hímre 2–3 nőstényt számítsunk.

## Szaporodása
Viszonylag könnyen ívik. A hím udvarláskor sötétkékké válik, míg a nőstény elhalványul. A nőstény egy behelyezett virágcserép vagy kő oldalára rakja 100–250 ikráját, a hím ívás közben a nőstényre görbül és megtermékenyíti az ikrákat. Ívás után a hím elűzi nőstényét. Az is előfordul, hogy egymás után több nősténnyel is párzik. A hőmérséklettől függően 2-3 nap múlva kelnek ki az utódok, további 3 nap múlva úsznak el. Sóféreggel problémamentesen nevelhetők, az ivadékok gyorsan fejlődnek.